# Robert Budina
Robert Budina és un productor, director i guionista de cinema independent albanès.

## Biografia
Nascut a Korçë, Albània, es va graduar a l'Acadèmia de les Arts de Tirana. Budina també ha dirigit i escrit diverses obres de teatre.
L'any 2001 ell i Sabina Kodra, una altra productora de cinema albanesa, van fundar EraFilm Production Company.  Budina també ha ocupat nombrosos papers com a productor, productor executiu i supervisor de producció en diverses coproduccions internacionals, incloses pel·lícules com Letters in the Wind, Balkan Bazaar i Broken d'Edmond Budina, Littoral de Wajdi Mouawad, Forgiveness of Blood de Joshua Marston, Bota d'Iris Elezi i Thomas Logoreci, Sworn Virgin de Laura Bispuri.
Robert Budina és el germà de l'actor albanès Edmond Budina.
Budina va dirigir el seu primer curtmetratge Luleborë l'any 2005. La pel·lícula va participar en molts festivals internacionals de cinema i va rebre diversos premis com el de millor pel·lícula a l'Algarve, Portugal i el millor actor masculí a Tànger, al Marroc.
Agon va ser la primera pel·lícula de Budina. Es va projectar en més de 30 festivals d'arreu del món i va ser guardonat en alguns d'ells i va ser seleccionada com a entrada albanesa a la millor pel·lícula de parla no anglesa als Premis Oscar de 2012.
La segona pel·lícula de Budina "Streha mes reve", va tenir l'estrena mundial al Festival de Cinema Nits Negres de Tallinn a Estònia, a la Competició Oficial, novembre 2018. En conseqüència, la pel·lícula va participar en molts altres festivals arreu del món recollint premis.
La sèrie de televisió "The Square of Power" escrita i dirigida per Budina el 2021 es va emetre al KLAN de televisió nacional d'Albania més gran, amb un seguiment d'audiència mitjà del 35%. Budina es troba actualment en postproducció del seu tercer llargmetratge "Waterdrop".